# Episodi de La principessa Zaffiro

Balia, il Re e la Regina, il dottor Uranaru e Choppy

Questa è la lista completa degli episodi della serie animata La principessa Zaffiro, tratta da una serie di Osamu Tezuka (il creatore di Astro Boy), conosciuto come "Re dei manga". È, questo, il primo shojo manga diventato un anime nella storia dell'animazione giapponese, nonché uno dei primi prodotto a colori. 
| Nº | Titolo italiano Giapponese 「Kanji」 - Rōmaji | In onda           | In onda |
| Nº | Titolo italiano Giapponese 「Kanji」 - Rōmaji | Giapponese        |         |
| 1  | Il Cavaliere Principessa 「王子と天使」 - Ōji to tenshi | 2 aprile 1967     |         |
| 1  | Nel regno di Silverland il re e la regina hanno una figlia, che spacciano per maschio perché hanno bisogno di un erede legittimo al trono, dato che il granduca (fratello del re) vorrebbe insediarvi al suo posto il proprio figlio. Zaffiro, cresciuta in tutto e per tutto come un principe, continua a nascondere il fatto d'esser in realtà una ragazza mentre, nel frattempo, il perfido Geralamon cerca in vari modi di smascherarlo, in quanto ha sempre sospettato possa trattarsi, in realtà, di una femmina. La giovane Zaffiro, accompagnata e assistita dal fedele Opale e dall'angelo Choppy, affronta e vince nel bel mezzo della foresta un terribile lupo gigantesco che divora i giovani ragazzi smarriti, per poi sventare il piano di Geralamon che ha fatto bere alla regina un potente siero della verità. |                   |         |
| 2  | La figlia di Satana 「魔王登場」 - Maō tōjō | 9 aprile 1967     |         |
| 2  | Satana, avendo una figlia la quale, però, si ritrova a possedere un animo troppo gentile per diventare un'autentica strega, vuole rubare il cuore maschile di Zaffiro - dato che ella ha un animo forte e coraggioso ed è anche un'ottima combattente - per donarlo a Zelda e farla in tal modo diventare una cattiva e potentissima erede del signore degli inferi. La ragazza, però, non sembra proprio aver le caratteristiche più adatte per essere una persona malvagia; ella non desidera, difatti, che venga fatto del male alla principessa. Mentre il diavolo, che conosce subito la reale identità di Zaffiro, si allea con Geralamon e Neelon, Zelda prende le sue parti e la salva dalle grinfie del padre, con l'aiuto provvidenziale di Choppy. |                   |         |
| 3  | Sfida mortale 「武術大会の巻」 - Takeshi jutsu taikai no kan | 16 aprile 1967    |         |
| 3  | Il granduca indice un torneo a cui partecipano i cavalieri più forti, nella speranza che Zaffiro, partecipandovi, rimanga ucciso per mano di uno di loro. Ma la principessa riesce a sconfiggere con le sue superiori abilità di cavaliere tutti gli avversari e a vincere la gara, nonostante i numerosi tentativi d'inganno. L'unico concorrente che avrebbe potuto sconfiggerla, il gran Barone, finge invece d'esser battuto quando viene a conoscenza dei trucchi e sotterfugi messi in atto da Neelon, che non esita di corrompere i cavalieri e far uccidere chi rifiuta le sue proposte. Nuovamente le trame di Geralamon vengono infine sventate. |                   |         |
| 4  | La nave fantasma 「踊れフランツ」 - Odore furantsu | 23 aprile 1967    |         |
| 4  | A bordo della nave ammiraglia del regno, Zaffiro fa la conoscenza del bel principe Franco, erede del regno vicino e suo coetaneo; subito tra i due scocca un sentimento d'amicizia e simpatia reciproca. Il granduca, vedendo ciò, insinua in Franco il dubbio che, in realtà, Zaffiro possa essere una ragazza; da quel momento in poi, il giovane cerca di scoprire se ciò corrisponda effettivamente alla verità, invitandola tra l'altro a ballare assieme a lui. Intanto, gli schiavi che remano in catene all'interno della nave - fatti imprigionare per essersi rifiutati di inchinarsi davanti al granduca - durante il tragitto, guidati dal coraggioso Blud, si rivoltano contro i loro aguzzini, ma la loro ribellione viene presto spenta e soffocata dai soldati armati di Geralamon: come conseguenza, vengono tutti condannati a morte per impiccagione. Zaffiro e il principe Franco, venuti a conoscenza del crimine che sta per esser commesso davanti ai loro occhi, liberano tutti i prigionieri prima che possano venire giustiziati e facendoli infine fuggire in mare aperto. |                   |         |
| 5  | I mostri delle tre valli 「怪物の谷」 - Kaibutsu no tani | 30 aprile 1967    |         |
| 5  | Neelon mette una rosa avvelenata nel giardino dove ogni mattina Zaffiro va a prendere i fiori per portarli poi in dono alla madre; al posto della principessa è invece la regina a pungersi, prendendo inavvertitamente la rosa in mano e a rimanere, di conseguenza, avvelenata dalle sue spine. Zaffiro per salvarla deve dirigersi subito in un luogo lontano e impervio, dove cresce una pianta speciale - la sola che può servire da antidoto - ma, per arrivarci, la giovane deve superare una dopo l'altra tre valli abitate ognuna da tre differenti specie di mostri: Zaffiro ha solo tre giorni di tempo per sconfiggerli e salvare l'amata madre. |                   |         |
| 6  | Il piccolo folletto 「小人と巨人」 - Kodomo to kyojin | 7 maggio 1967     |         |
| 6  | Zaffiro, in compagnia dell'angelo Choppy, trova un giorno sulla spiaggia una conchiglia con al suo interno imprigionato un folletto bambino. Il piccolo dichiara di essere il figlio del genio della lampada magica e chiede ai due - non sapendo più come tornare da solo a casa al di là del mare - di riportarlo sull'isola dove vive il padre, preoccupato per la sua improvvisa scomparsa. Dopo aver attraversato vari luoghi misteriosi, Zaffiro e Choppy riescono a portare a buon fine la missione a loro affidata. |                   |         |
| 7  | Il cigno 「のろいの白鳥」 - Noroino hakuchō | 14 maggio 1967    |         |
| 7  | Satana trasforma Mary - figlia del ciambellano di corte del regno di Zaffiro - in un cigno bianco, per attirare la principessa in una trappola mortale; Zaffiro, per salvare la ragazza, non esita a portarsi direttamente al cospetto di Satana. Questi riesce quasi a portarle via il cuore, ma proprio all'ultimo momento la principessa viene salvata ancora una volta da Zelda, aiutata da Choppy: in realtà, nonostante il suo destino sia quello d'essere la figlia di Satana, ella ha davvero un animo gentile e nobile. |                   |         |
| 8  | Il cavallo alato 「幻の馬」 - Maboroshi no uma | 21 maggio 1967    |         |
| 8  | Pegaso, il cavallo alato della mitologia greca, viene mandato da Dio sulla Terra a prelevare l'animo maschile che risiede all'interno della principessa Zaffiro e mettervi al suo posto il cuore rosa a cui era inizialmente destinata. Il cavallo la cerca dappertutto per poter portare a termine il proprio compito, ma, proprio quando sta per riuscirci, ecco che Choppy lo ferma dicendogli che non è ancora venuto il momento, e che se il suo animo maschile fosse stato portato via in quel momento il granduca avrebbe potuto facilmente ucciderla per impossessarsi del trono. Il magico animale sarà anche temporaneamente catturato da Neelon, quindi dovrà essere liberato proprio da Zaffiro e dall'amico angelo vestito di verde. |                   |         |
| 9  | Gli idoli infranti 「こわされた人形」 - Kowasareta ningyō | 28 maggio 1967    |         |
| 9  | Nel regno di Silverland, c'è una torre dove sono conservate le statue degli idoli. Secondo una leggenda, se le statue vengono rotte, una maledizione cadrà sugli abitanti del regno; perciò, chiunque rompa una statua viene condannato a morte senza alcuna pietà. Choppy rompe accidentalmente una statua e il re è costretto a condannarlo; Zaffiro, per salvarlo, rompe allora molte altre statue; vuole, in questa maniera, dimostrare che si tratta solo di una leggenda priva di qualsiasi fondamento. Proprio quando Zaffiro e Choppy stanno per essere giustiziati, le donne del regno vanno alla torre e rompono tutte le statue degli idoli rimaste; di conseguenza, vengono tutte messe in prigione. Satana coglie l'occasione per cercare nuovamente di prendere il cuore di Zaffiro. |                   |         |
| 10 | La bambola pericolosa 「サファイヤのカーニバル」 - Safaiya no kanibaru | 4 giugno 1967     |         |
| 10 | Neelon ha fatto costruire un'enorme bambola meccanica che farà sfilare durante un'importante celebrazione in maschera a cui deve partecipare Zaffiro. Al suo interno ha piazzato un apparecchio per far scoccare dalla bocca del robot una serie di frecce nel momento in cui si venga a trovare davanti al palco della principessa. L'inganno viene presto scoperto da Choppy il quale, però, non riesce ad avvisare Zaffiro, che sarà, invece, salvata dall'intervento provvidenziale di Franco accorso in suo aiuto. Ma il ragazzo ha avuto anche l'occasione in precedenza di ballare con Zaffiro vestita da giovane donna con lunghi capelli biondi, rimanendone profondamente colpito e affascinato. |                   |         |
| 11 | Lo spirito del sonno 「ねむりの精」 - Nemurino sei | 11 giugno 1967    |         |
| 11 | Plastic, il figlioletto ottuso di Geralamon, è stato finalmente promosso in 2° elementare dopo 8 anni; per l'occasione viene indetta una festa a palazzo. A un certo punto, il bambino pretende che gli si portino delle fragole, anche se non è la loro stagione: mentre i soldati mettono a soqquadro il bosco in cerca delle fragole, il giovane spirito del sonno, disturbato, decide di punire il colpevole togliendo il sonno a Plastic. Ci vorrà tutto l'impegno di Zaffiro per convincere il folletto a perdonare gli invasori del bosco e tornare così sulle sue decisioni. |                   |         |
| 12 | Il principe e lo zingaro 「おんぼろ王子」 - Onboro ōji | 18 giugno 1967    |         |
| 12 | La principessa conosce, durante una delle sue scorribande in città, un ragazzo che le somiglia moltissimo, ma che in realtà è uno zingaro, di nome Jin. Zaffiro, che voleva vedere come si vive nei panni di un ragazzo del popolo, e Jin, che voleva vedere come si vive nei panni di un principe, decidono provvisoriamente di scambiarsi di ruolo. Per un'intera giornata vivranno l'uno nei panni dell'altro, con varie difficoltà per entrambi; Zaffiro sarà aiutata dalla sorellina di Jin, Pepita, a tornare al castello, dove poi, a sua volta, salverà Jin da un agguato preparato dagli scagnozzi di Neelon. |                   |         |
| 13 | Il castello delle rose 「ばらの館」 - Barano kan | 25 giugno 1967    |         |
| 13 | Zaffiro incontra il giovane spirito delle rose bianche, il quale racconta che l'antico castello - loro residenza da secoli - sta per essere riconvertito in fortezza militare per ordine di Geralamon, che aspira in tal modo a invadere e conquistare il paese vicino. L'altro fratello, invece, lo spirito delle rose rosse, vuole andarsene e non gli interessa minimamente che i soldati distruggano l'antistante prato fiorito. La principessa si impegnerà per salvare i fiori, sudditi dello spirito delle rose bianche, dall'annientamento, anche a costo di mettersi contro lo spirito delle rose rosse. |                   |         |
| 14 | Le lettere d'amore 「七匹のこやぎ」 - Nanahiki nokoyagi | 2 luglio 1967     |         |
| 14 | Franco scrive a Zaffiro, pregandola di cercare la bella ragazza bionda con cui ha ballato durante la celebrazione in maschera, non avendo riconosciuto in quest'ultima la stessa Zaffiro. La principessa allora si fa scattare da Garigori una fotografia in abiti femminili e la spedisce al giovane principe. Purtroppo, però, questa sta per esser intercettata da Neelon; rubata da una delle sue spie, finisce, dopo varie vicissitudini, tra le mani di un gruppetto di agnellini assistiti da una lupa travestita. Zaffiro salverà la strana famigliola dalle grinfie del famelico marito della lupa e infine lascerà mangiare la sua foto da uno degli agnellini affamati. |                   |         |
| 15 | Il racconto della volpe 「黄金のキツネ狩り」 - Ōgon no kitsune kari | 9 luglio 1967     |         |
| 15 | È la stagione della caccia alla volpe e, come ogni anno, si cerca di catturare il furbissimo Zul; questi riesce, però, sempre a ingannare tutti i cacciatori sguinzagliati alla sua ricerca. Neelon cercherà di ricattare la volpe per farsi dire la verità su Zaffiro ma, grazie alla bontà e al coraggio della principessa, che salva i cucciol di Zul dalle grinfie di un pericoloso orso, il segreto dell'erede di Silverland rimane ben custodito nel cuore della volpe. |                   |         |
| 16 | Lo spettacolo dei burattini 「チンクとコレットちゃん」 - Chinku to koretto chan | 16 luglio 1967    |         |
| 16 | Un anziano ed esperto burattinaio riesce ad attrarre sempre più bambini ai propri spettacoli, e anche Choppy ne rimane incantato: ma la sua attività alla luce del sole è solo una copertura per mascherare i furti che commette durante la notte. Anche Zaffiro corre a vedere lo spettacolo delle marionette e, in tal modo, il vecchio ladro viene a conoscenza della preziosa spada della principessa; quella notte stessa, cerca d'impossessarsene, ma sarà smascherato. Neelon proverà, come al solito, ad approfittarsi della situazione inducendo il vecchio a proporre una storia in cui una ragazza si traveste da maschio; la regina rimane profondamente scossa, ma alla fine tutto si risolve. |                   |         |
| 17 | Il fantasma avido di denaro 「さよならユーレイさん」 - Sayonara yurei san | 23 luglio 1967    |         |
| 17 | Il fantasma di una vecchia e avarissima usuraia non trova pace neppure dopo la morte; infatti, non riesce ad andare in paradiso. Zaffiro giunge al palazzo dello spirito irrequieto e cerca di aiutarla: l'usuraia potrà salire in cielo solamente se qualcuno tra i vivi spargerà lacrime sincere per lei. Purtroppo, però, nessuno sembra soffrire della dipartita dell'avara donna; Neelon prova a ricattarla: piangerà per lei se ella, in cambio, proverà che Zaffiro è in realtà una ragazza. Il fantasma riesce a far indossare ala principessa un bellissimo abito femminile, ma alla fine, non la tradirà: mentre la casa è data alle fiamme dai soldati di Neelon, Zaffiro, commossa dal buon cuore che alla fine pare animare la vecchia, piange per lei. Ciò permetterà al fantasma finalmente pacificato di risalire verso la luce celeste. |                   |         |
| 18 | Lo specchio magico 「ふしぎなカガミ」 - Fushigina kagami | 30 luglio 1967    |         |
| 18 | Bella, principessa di un altro regno, possiede uno specchio magico a cui chiede (ogni qual volta giungono in un nuovo reame) chi sia la più affascinante ragazza del luogo; ma quando giunge a Silverland, esso le risponde che la più bella è sicuramente Zaffiro. Il granduca, saputo ciò, con la collaborazione di Bella (la quale si è, intanto, messa alla ricerca della rivale), fa di tutto per smascherare l'identità femminile del principe. Ma ancora una volta Zaffiro, con le sue qualità interiori di generosità, bontà d'animo e nobiltà di cuore, riuscirà ad attrarre a sé Bella, facendola ricredere dai suoi propositi ostili sbocciati dall'invidia e dalla gelosia. |                   |         |
| 19 | La penna magica 「魔法のペン」 - Mahō no pen | 6 agosto 1967     |         |
| 19 | Il principe Franco regala a Zaffiro una penna magica che ha il potere di far scrivere la verità a chiunque la usi; grazie a essa, il ragazzo ottiene la prova che Zaffiro è in realtà una femmina, ma sembra intenzionato a mantenere il segreto; anzi, dona la penna a Zaffiro pregandola di darla alla ragazza dai lunghi capelli biondi di cui è perdutamente innamorato, per farle scrivere cosa ella pensa veramente di lui. Il granduca, però, scopre dell'esistenza della penna e con l'aiuto di Neelon se ne impossessa con l'inganno, fingendo un incendio nella stanza di Zaffiro; dopodiché, fa in modo che la principessa debba scrivere davanti a tutti la verità riguardante la sua identità segreta. Ma per fortuna Franco, chiamato in soccorso da Choppy, arriva appena in tempo per impedire che ciò accada. |                   |         |
| 20 | Mangiatori di ombre 「怪獣カゲラ」 - Kaijū kagera | 13 agosto 1967    |         |
| 20 | Appare dal fondo di un lago una coppia di terribili mostri mangia-ombre denominati Kagera; dopo aver divorato le ombre di tutti i bambini della campagna circostante, s'avvicinano sempre più pericolosamente al castello di Silverland: il granduca, saputo che il mostro maschio mangia solo le ombre maschili, mentre lascia le altre alla sua compagna, attende di vedere cosa accadrà quando si troveranno di fronte Zaffiro. L'unico modo per sconfigger i mangia-ombre è quello di chiedere l'aiuto di Satana in cambio del cuore da ragazzo di Zaffiro. Zelda annienta i mostri, mentre Choppy fa desistere Satana dal suo proposito di rapire il cuore azzurro della principessa. |                   |         |
| 21 | I pasticcini magici 「世界一のおやつ」 - Sekaiichi nooyatsu | 20 agosto 1967    |         |
| 21 | Neelon ha ordinato di nascosto al più bravo pasticciere della zona di preparare dei pasticcini a cui è stata aggiunta una medicina che obbliga a dire la verità; ha intenzione di farli servire durante la merenda al re e alla regina. Zaffiro, venuta a sapere della cosa, grazie all'aiuto del pappagallo di Neelon, che aveva appena mangiato uno dei pasticcini, si dirige di corsa, prima dal pasticciere nel bosco, tentando di fermarlo, e poi al castello, per impedire che i genitori mangino i biscotti avvelenati. |                   |         |
| 22 | Un nuovo re (1ª parte) 「たいかん式の巻」 - Taikan shiki no kan | 27 agosto 1967    |         |
| 22 | Il re padre di Zaffiro scompare nel bel mezzo della notte, mentre sta scrivendo un editto che permette anche alle donne di salire al trono; dopo aver trovato una delle sue calzature nel fondo di un burrone, lo si crede morto e la principessa s'appresta a salire al trono come fosse un maschio. Ma, proprio durante la cerimonia d'incoronazione, grazie a una bevanda avvelenata che fa dire tutto ciò che si pensa, la regina si trova costretta a svelare il segreto: davanti a tutti, ammette che Zaffiro è in realtà una femmina. Vengono entrambe subito fatte arrestare per ordine del perfido Geralamon e condotte sotto stretta sorveglianza nella prigione situata sulla torre della bara, in attesa del giudizio definitivo. Nel frattempo, lo stupido Plastic viene incoronato re, col benestare del padre. |                   |         |
| 23 | Il cavaliere fantasma (2ª parte) 「リボンの騎士現わる」 - Ribon no kishi arawa ru | 3 settembre 1967  |         |
| 23 | Il gobbo Gama è il secondino addetto alla sorveglianza delle prigioniere; inizia subito a maltrattare la povera Zaffiro e a costringerla a lavorare duramente per lui. Poco dopo, grazie all'aiuto di una colonia di topolini che vivono all'interno dell'edificio, Zaffiro scopre un passaggio segreto che la fa uscire fino all'esterno senza essere vista: con un vestito azzurro ed il volto celato da una maschera, giunge in città e porta soccorso ai cittadini fatti prigionieri da Neelon perché rifiutano il nuovo tirannico ordine del regno. |                   |         |
| 24 | Gli assassini (3ª parte) 「嵐のかんおけ塔」 - Arashi nokan'oke tō | 10 settembre 1967 |         |
| 24 | Con il suo travestimento da Cavaliere Fantasma, Zaffiro sconfigge anche i cinque sicari fatti mandare da Geralamon alla torre per far assassinare lei e la regina. Riesce poi a intrufolarsi all'interno del castello e, giunta alla presenza di Plastic, gli porta via la corona dal capo e scappa via senza che nessuna delle guardie possa fare nulla. Infine, a Gama giunge l'ordine di assassinare la principessa e la madre. |                   |         |
| 25 | Il fantasma del re (4ª parte) 「王様バンザイ!!」 - Ōsama banzai!! | 17 settembre 1967 |         |
| 25 | I topolini riescono a salvare Zaffiro dai propositi omicidi di Gama; ferito, l'uomo viene fatto precipitare giù dalle scale. Viene assistito e curato da Zaffiro fino a quando, risvegliatosi, si pente amaramente del suo comportamento fino a quel momento e chiede umilmente perdono alla principessa. In seguito, si scopre che il re è vivo, ma tenuto prigioniero nelle segrete dei sotterranei: Zaffiro arriva fino a lui, lo libera e fa ristabilire così il giusto ordine. D'ora in poi, anche le donne potranno regnare su Silverland. |                   |         |
| 26 | La regina Ghiacciolo 「雪の女王」 - Yuki no joō | 24 settembre 1967 |         |
| 26 | L'astuta regina delle fredde terre del nord, Cooland, invita Zaffiro a corte; in realtà, si tratta di una scusa per allontanarla e fare in modo che i genitori possano essere portati via da Satana. Choppy, che ha accompagnato la principessa, viene fatto prigioniero e mandato in treno a lavorare alle cave di pietra soprannominate "l'inizio dell'inferno"; sulla strada del ritorno, Zaffiro viene gettata con l'inganno in un precipizio e, colpita da un gas velenoso, diventa cieca. Al suo posto, viene inviato a Silverland un sosia, il tutto col benestare di Geralamon, che si è definitivamente alleato con Satana e con la regina Ghiacciolo. Il padre e la madre di Zaffiro sono infine trasformati in statue di pietra e lasciati, freddi e inerti, sulla scogliera dell'isola dei serpenti. |                   |         |
| 27 | L'acqua magica 「急げ！黒雲島の巻」 - Isoge! Kuro kumo shima no kan | 1º ottobre 1967   |         |
| 27 | Sola, senza vista e abbandonata alle intemperie della natura, Zaffiro viene catturata da Satana e portata nel suo covo per poter dare inizio finalmente all'operazione che deve strappare il cuore alla principessa per donarlo a Zelda: ma la figlia di Satana non sembra esser d'accordo e, contro la volontà del padre, libera l'amica Zaffiro e la fa fuggire. Insieme, si dirigono in barca all'isola dei serpenti; i genitori della principessa potranno tornare umani solo se chi li ama versa per loro tutto il suo sangue; Zaffiro sembra pronta, ma è fermata da Zelda. Dopo essere caduta in acqua, la povera giovane è raccolta dalla nave del pirata Blud (uno degli ex-prigionieri fatti evadere da Zaffiro nell'episodio 4); riconosciutala, egli la prende sotto la sua protezione. Vanno alla cascata dove l'acqua magica ridona la vista e qui finalmente Zaffiro può recuperare l'uso degli occhi. |                   |         |
| 28 | Il leone di ferro 「鉄獅子」 - Tetsu shishi | 8 ottobre 1967    |         |
| 28 | Zaffiro riesce a farsi portare dalla vecchia Gelo, l'assistente stregonesca di Ghiacciolo, nei pressi delle cave dove sono stati gettati a lavorare prigionieri sia Choppy che Uranaru, Garigori e la Balia. Vestita come Cavaliere Fantasma, riesce a liberarli, ma, subito dopo, deve anche vedersela con la nuova tremenda arma di distruzione di massa messa a punto da Ghiacciolo: si tratta del leone di ferro, capace di scagliare dalla bocca un numero impressionante di frecce esplosive. Mentre l'arma viene mandata in direzione di Silverland, trascinata dall'esercito di Ghiacciolo in assetto di guerra, Zaffiro, assistita da Choppy, riesce a sgominare gli invasori, facendoli battere in ritirata. |                   |         |
| 29 | Il Ghiacciolo sciolto 「雪の女王の最後」 - Yuki no joō no saigo | 15 ottobre 1967   |         |
| 29 | Volendo a tutti i costi salvare i genitori dal loro triste destino, Zaffiro si accorda con Satana; come ricompensa il signore degli inferi chiede ancora una volta di poter aver il cuore temerario della principessa, per poterlo impiantare nel corpo della figlia Zelda. Choppy deve correre a tutta velocità dove si nasconde Satana, all'interno di una grotta in cima ad alte montagne, e sventare la minaccia. Salvata dall'amico angelo, alla principessa non rimane altro da fare che andare a sconfiggere una volta per tutte la perfida Regina Ghiacciolo. |                   |         |
| 30 | L'aquilone fantasma 「空とぶ怪盗」 - Sora tobu kaitō | 22 ottobre 1967   |         |
| 30 | Due giovani acrobati del circo, Gilbert e suo fratello gemello, sono in realtà i misteriosi ladri che, attaccati a un aquilone, volano sopra i castelli reali per rubare le corone dalle teste dei legittimi sovrani: lo fanno per vendicarsi di un re crudele che ha fatto decapitare il loro padre, un soldato che aveva fatto per errore cadere la corona dalla sua testa. Zaffiro, che non si lascia intimidire dal rischio e dalle difficoltà, appronta le dovute contromisure: si reca al circo e si fa insegnare a volare sull'aquilone. |                   |         |
| 31 | Il regno dei Mari 「チンクと海のお嬢さま」 - Chinku to umi noo jō sama | 29 ottobre 1967   |         |
| 31 | Choppy viene trasportato in groppa a delle tartarughe giganti incontrate sulla spiaggia nel profondo regno sottomarino governato dall'anziano re Nettuno; questi ha promesso al cattivo re dei pescecani di donargli in sposa la giovane e bella figliola in cambio dell'immediata interruzione degli attacchi perpetrati contro il suo popolo. Ma la principessa, che ha rifiutato con decisione l'orrido connubio, si è rinserrata oramai da anni all'interno di una grandissima conchiglia; lì rimane nascosta fino al sopraggiungere di Zaffiro, che sistema le cose, come sempre, nel migliore dei modi. |                   |         |
| 32 | La nave d'argento 「サファイヤの宝」 - Safaiya no takara | 5 novembre 1967   |         |
| 32 | Un'antica leggenda narra di una favolosa nave d'argento che si trova sul fondo di un lago: questa viene gelosamente protetta dal fantasma del cavaliere d'argento, colui che portò via tutto l'argento all'antenato di Zaffiro, un re avidissimo e senza scrupoli. Purtroppo, però, anche Neelon va alla ricerca dell'antica imbarcazione e trova il luogo ove è nascosta, esattamente sotto a un grande prato dove, in tempi remoti, vi era la distesa d'acqua costituita dal lago. Zaffiro non esita un istante, dopo averne conquistato coi suoi modi valorosi e sinceri la fiducia, ad allearsi col cavaliere fantasma: impedisce così che il granduca Geralamon s'impossessi del tesoro e lo possa utilizzare per i suoi loschi fini. |                   |         |
| 33 | L'avventura egiziana 「ピラミッドの怪人」 - Piramiddo no kaijin | 12 novembre 1967  |         |
| 33 | Zaffiro salva una ragazza destinata a essere sepolta viva come vittima sacrificale per il dio Osiride; viene condotta al posto della giovane in Egitto e imprigionata assieme ad altre belle fanciulle che attendono la stessa sorte. Il principe, figlio del Faraone, vorrebbe salvarla e la chiede in sposa, ma la principessa sdegnosamente rifiuta: vuole, difatti, liberare anche tutte le altre ragazze. Condotte, pertanto, all'interno della grande Piramide e chiuse dentro dallo spietato Morufo, consigliere di corte, si viene a scoprire che, in realtà, egli le vuole vendere ai mercanti di schiavi: ancora una volta, il coraggio di Zaffiro permette alla giustizia di trionfare. |                   |         |
| 34 | La follia di Alce 「巨鹿ムース」 - Kyo shika musu | 19 novembre 1967  |         |
| 34 | Neelon sfida Zaffiro a dimostrare il proprio valore catturando il gigantesco alce che scorrazza per il bosco e facendo così vedere a tutti che è davvero più degna di Plastic di succedere al trono del padre; purtroppo, però, l'animale sembra dare un bel po' di filo da torcere alla principessa. Si aggiungerà anche una freccia avvelenata scagliata dal perfido barone, che fa impazzire di rabbia l'animale, rischiando così di distruggere l'intera città. Pur con fatica, Zaffiro riesce a guarire Alce, riportandolo alla calma; Neelon, per punizione, finisce in cima alla torre come una banderuola. |                   |         |
| 35 | L'arma della morte 「飛行船を追え！」 - Hikōsen wo oe! | 26 novembre 1967  |         |
| 35 | Un famoso costruttore di macchine da guerra, perfido e senza alcuno scrupolo né coscienza, si è accordato segretamente con Geralamon e il Re per vendere a Silverland una delle sue più temibili armi: un enorme dirigibile che può attaccare il nemico dall'alto. Il granduca sembra essere riuscito a convincere il re all'acquisto; toccherà a Zaffiro mandare all'aria tutto e impedire la conclusione del vergognoso contratto. |                   |         |
| 36 | L'incantesimo di Satana (1ª parte) 「帰ってきた大魔女」 - Kaette kita dai majo | 3 dicembre 1967   |         |
| 36 | Hellion, moglie di Satana, decide di prendere in mano la situazione e prepara un piano per rubare una volta per tutte il cuore di Zaffiro; pertanto, la ipnotizza e le ordina di recarsi alla loro caverna. Lungo la strada, viene però aiutata da Zelda, mimetizzata da gattina bianca, che la porta invece al castello di Franco; lo zio del ragazzo, però, ingannato da Hellion, mette i bastoni tra le ruote ai due giovani. Franco e Zaffiro si rifugiano allora nella cappella del palazzo, luogo santo al cui interno non c'è posto per il male: ma Hellion provoca un'alluvione e li costringe a uscire. Infine, Satana riesce a prendere Zaffiro e vola via con lei assieme alla moglie. |                   |         |
| 37 | L'albero magico (2ª parte) 「サファイヤを救え！」 - Safaiya wo sukue! | 10 dicembre 1967  |         |
| 37 | Zelda, che pare essersi innamorata di Franco, prova ad aiutarlo; mette allora in atto un piano per cercare di liberare la principessa. Devono, innanzitutto, procurarsi la resina dell'albero magico che rende temporaneamente ciechi; con quella si dirigono alla caverna di Satana e qui Zelda la fa bere con l'inganno ai genitori. A questo punto, può uscire allo scoperto il principe Franco e liberare Zaffiro. Per sdebitarsi, i due portano Zelda, che ha subito la maledizione dell'albero magico, in chiesa e pregano Dio che la salvi: pur essendo figlia del Diavolo, ella ha dimostrato di avere un cuore purissimo, che si merita quindi l'aiuto divino. |                   |         |
| 38 | Il cavaliere nero 「騎士の掟」 - Kishi no okite | 17 dicembre 1967  |         |
| 38 | Geralamon sta addestrando con somma spietatezza un branco di cani da combattimento nei sotterranei segreti del castello, per renderli così del tutto insensibili a ogni sentimento istintivo. Mentre si trova in viaggio verso nord, Zaffiro viene affrontata in mezzo alla neve da un ragazzo il quale, spinto dalla madre, vuol dimostrare di essere coraggioso e forte; ma la principessa rifiuta e lo lascia solo. Egli allora giunge a palazzo e Geralamon cerca d'approfittarne; toccherà alla madre del giovane, che fino ad allora l'aveva seguito travestita da cavaliere nero, farlo desistere dal proposito che ella stessa gli aveva inculcato. |                   |         |
| 39 | La bellezza rubata 「ビーナスのねたみ」 - Binasu nonetami | 24 dicembre 1967  |         |
| 39 | La regina si trova in fin di vita a causa di un male sconosciuto; per salvarla, Zaffiro non esita ad accettare il patto che le impone la Dea Venere, signora della bellezza e dell'amore: dovrà rinunciare al suo bel viso e diventare brutta, in cambio riceverà il fiore per far guarire la madre. La principessa, da quel momento in poi, si copre la faccia con una maschera e scappa via lontano; lungo la strada, aiuta un giovane che la conduce poi al proprio castello: qui sorgeranno ulteriori problemi, fino a quando Choppy non pregherà intensamente Dio di proteggere la carissima amica e nel contempo di punire l'invidiosa Venere, che finisce per essere trasformata in maialino. |                   |         |
| 40 | La caccia 「恐怖のX帝国」 - Kyōfu no x teikoku | 7 gennaio 1968    |         |
| 40 | Si sta svolgendo una gara di caccia; Neelon riesce ad attirare Franco con sé e lo fa sequestrare da una vecchia strega al soldo dell'Unione X. Zaffiro, allertata dall'angioletto Choppy, corre in aiuto dell'innamorato e riesce, mascherata da Cavaliere Fantasma, a liberarlo. |                   |         |
| 41 | La lettera segreta 「おちゃめなテッピー」 - Ochamena teppi | 14 gennaio 1968   |         |
| 41 | Gold, il bel cagnolino di Franco, porta a Zaffiro le lettere del principe e a quest'ultimo le relative risposte; ma il fitto cambio di corrispondenza convince il sovrano del regno vicino a quello di Goldland che si stia, in realtà, tramando contro di loro. La figlioletta del re sembra, inoltre, essere pazzamente innamorata proprio di Franco. Lo zio di Franco travisa la situazione e propone il fidanzamento ufficiale tra i due giovani: dopo il rifiuto del principe, scoppia la guerra tra i due regni, aizzati in questo dalla perfida Unione X. Zaffiro cercherà, anche grazie alla sua 2ª identità di Cavalier Fantasma, di rimediare al meglio la difficile situazione venutasi a creare, col risultato che la figlioletta del re nemico di Goldland si innamora anche di lui/lei. |                   |         |
| 42 | L'uomo dei topi 「ねずみ捕り大作戦」 - Nezumi tori daisakusen | 21 gennaio 1968   |         |
| 42 | Geralamon, con la consueta complicità del barone Neelon, si allea questa volta col signore dei topi; il loro intento è quello di far distruggere dai roditori tutte le riserve di grano, così da ridurre alla fame l'intera popolazione, la quale, a questo punto, non potrebbe più in alcun modo avere la forza d'opporsi all'invasione programmata dell'Unione X. Choppy però scopre l'inganno e, quando il re di Goldland offre a Silverland aiuto inviandogli le proprie riserve di grano, toccherà a Zaffiro e Franco scortarle e far sì che giungano senza pericoli alla loro destinazione. |                   |         |
| 43 | L'isola del ragno 「ワナにかかったサファイヤ」 - Wana nikakatta safaiya | 28 gennaio 1968   |         |
| 43 | Zaffiro e Choppy, ingannati da Geralamon, che li ha fatti imbarcare su una strana nave a forma di cigno, sono trasportati alla famigerata Isola del Ragno, dove devono affrontare una schiera di gatti selvaggi comandati dal padrone del luogo, l'uomo dei ragni. In soccorso dei due, arriva però il principe Franco; riescono, in tal modo, tutti assieme a neutralizzare il malvagio alleato di Geralamon che lavora per l'Unione X. |                   |         |
| 44 | L'aquila della neve 「さけぶ白ワシ」 - Sakebu shiro washi | 4 febbraio 1968   |         |
| 44 | La leggenda vuole che, se dopo un'abbondante nevicata appare il segno di un'aquila in cielo, ciò sia portatore di oscuri eventi. Alla volta di Silverland sta, difatti, marciando l'esercito dell'Unione X, con alla loro testa un gigantesco cannone dall'immane potenza distruttiva: Zaffiro, o meglio il Cavaliere Fantasma, con l'aiuto di Franco, s'impegna in tutti i modi per rendere quanto prima inoffensiva l'arma avversaria. |                   |         |
| 45 | La nave fantasma 「チンクとゆうれい船」 - Chinku toyūrei fune | 11 febbraio 1968  |         |
| 45 | Il capitano Blud, vecchia conoscenza di Zaffiro, viene accusato di essere il responsabile di attacchi pirateschi utilizzando una fantomatica nave fantasma; la principessa va a chiedergli spiegazioni, avvertendolo nel contempo che può essere messo ai ferri in ogni momento. Preso il largo, presto riescono a ottenere la prova che è tutto un imbroglio atto a gettare discredito contro Blud. |                   |         |
| 46 | La strega farfalla 「ふしぎの森のサファイヤ」 - Fushigino mori no safaiya | 18 febbraio 1968  |         |
| 46 | Il Cavaliere Fantasma viene accusato di aver appiccato il fuoco alla capitale del regno di Goldland; pur sconvolto dalla notizia, anche Franco non può far altro che finire per credervi, dato che gli incendi e le sfide lanciate dal sedicente Cavaliere continuano. Ma, in realtà, è tutta opera di una tremenda vecchia strega chiamata Signora delle farfalle; coi suoi poteri ipnotici, tenterà addirittura di indurre Franco a uccidere la povera Zaffiro legata strettamente ad un albero del bosco. Fortunatamente, però, le cose si concludono in maniera ben differente da quanto previsto dalla strega al soldo dell'Unione X. |                   |         |
| 47 | La battaglia della vendetta 「さまようフランツ」 - Samayō furantsu | 25 febbraio 1968  |         |
| 47 | L'esercito dell'Unione X attacca Goldland; il castello, pur difeso con coraggio da Franco, viene assediato e poi messo a ferro e fuoco a causa del tradimento dei finti alleati provenienti dal Regno di Carbonella. Infine, il giovane principe, ferito a una gamba, viene portato in salvo e nascosto appena in tempo all'interno di una grotta dal vecchio Dod, il padrone delle colombe che portano i messaggi d'amore di Franco rivolti a Zaffiro e le relative risposte. La principessa, venuta a sapere dell'aggressione ai danni del regno amico, corre in soccorso e nella sua identità di Cavaliere Fantasma riesce a liberare Franco, ormai circondato dagli arcieri nemici. Goldland è occupata dalle truppe di X e il principe va esule a Silverland. |                   |         |
| 48 | La taglia 「海に消えたサファイヤ」 - Umi ni kie ta safaiya | 3 marzo 1968      |         |
| 48 | Un perfido emissario dell'Unione X mette una taglia sopra la testa di Zaffiro; alcuni marinai disoccupati trovati in una taverna accettano l'incarico ma, durante la notte, mentre si sono introdotti al castello per rapirla, vengono preceduti da Blud: il pirata finge di non conoscere la principessa con l'intenzione d'intrufolarsi tra le file dei nemici. Mentre Geralamon e Neelon, in combutta con l'Unione X, fanno girare la falsa notizia che Zaffiro sta facendo distruggere le case della povera gente per costruirvi al suo posto un parco dei divertimenti, Blud riesce a liberarla dalla prigione in cui era tenuta segregata e a sventare così il diabolico piano degli avversari. L'invasione di Silverland viene in tal modo provvisoriamente arrestata. |                   |         |
| 49 | Il signor X 「ヘケートのほほえみ」 - Heketo nohohoemi | 10 marzo 1968     |         |
| 49 | L'esercito di X è pronto ad attaccare in massa Silverland e, giunto davanti ad una montagna che gli sbarra il cammino - quella in cui abita Satana -, non esita a distruggerla; Zelda viene raccolta dal giovane e aitante generale Gana e portata con sé. I genitori della ragazza chiedono la restituzione della figlia in cambio della loro alleanza, ma il malvagio X presto dimostra tutta la propria anima subdola e non teme di tradire persino Satana. A questo punto, ai genitori di Zelda non rimane altro che allearsi con Zaffiro e combattere contro X, pur così andando contro le direttive del Gran Diavolo, che li tramuta per punizione in una montagna e un lago; Zelda invece, avendo avuto il coraggio di amare un uomo, Gana, diventa una semplice mortale priva d'ogni potere stregonesco. |                   |         |
| 50 | L'indovina 「バベル城の黒騎士」 - Baberu shiro no kuro kishi | 24 marzo 1968     |         |
| 50 | Le truppe, i carri e i cannoni dell'Unione X si trovano tutti ammassati davanti alle porte di Silverland; una torre da guerra è in costruzione e vengono fatti rapire cittadini innocenti e inermi per farne degli schiavi. Inoltre, per aver più veloce accesso alla città, X ordina di rapire Zaffiro, ma la regina è fatta prigioniera al suo posto: una vecchia indovina stregona, che si era incaricata di attuare il piano, si allea con Geralamon, ma per fortuna di cose il Cavaliere Fantasma appare ancora una volta a mettere i bastoni tra le ruote dei cattivi, togliendo di mezzo anche il pericoloso gigante di ferro e lo stormo di uccelli neri da lui comandati. |                   |         |
| 51 | Il re Neelon 「燃えるシルバーランド」 - Moe ru Shirubarando | 31 marzo 1968     |         |
| 51 | Il castello di Silverland, preso a cannonate, cade presto nelle mani di X. Il perfido Geralamon, tolti di mezzo tutti i ministri più fidati del Re, li fa sostituire con sgherri dell'Unione X; ordina, inoltre, di eliminare senza alcuna pietà l'intera famiglia reale. Scampati alla morte e nascostisi in una stanza segreta, il re e la regina consegnano a Zaffiro il simbolo del Regno: tre sfere, rispettivamente d'oro, d'argento e di rame (simboleggianti la famiglia reale, lo stato ed il popolo) e la fanno fuggire attraverso un passaggio sotterraneo. Intanto, Geralamon ha messo la corona in testa al figlioletto Plastic e s'è autoproclamato reggente; ma, mentre sta suonando le campane per annunciare la notizia, viene pugnalato alle spalle dal subdolo Neelon, che ne vuole prendere il posto. Il suo regno dura però molto poco, in quanto al suo arrivo, X non esita un attimo a toglierlo di mezzo; Neelon finisce per impazzire, tormentato dalla visione del fantasma di Geralamon. Il re e la regina, catturati, vengono imbarcati per essere condotti sull'isola degli scheletri e ivi giustiziati; Franco, che era corso in loro aiuto, non riesce ad arrivare in tempo al porto. |                   |         |
| 52 | Il matrimonio reale 「シルバーランド幸せに」 - Shirubarando shiawase ni | 7 aprile 1968     |         |
| 52 | Con l'aiuto di Choppy, dei profughi di Silverland e di tutti gli esseri viventi del bosco, Zaffiro riesce a far fondere le tre sfere per costruirvi al loro posto un'ascia magica, con la quale si prepara ad attaccare le postazioni nemiche; l'angelo, intanto, non smette un attimo di pregare Dio, il padre dei cieli, di concedere la grazia di far ritornare nel mondo i genitori di Zaffiro. A Choppy è richiesto, però, in cambio di risalire lui stesso in cielo; intanto, la grande battaglia per la liberazione di Silverland continua a svolgersi. Infine, Zaffiro riesce a colpire il Signor X il quale, a causa della potenza dei suoi stessi colpi, muore sotto le macerie del palazzo di Silverland assieme a Neelon. La storia si conclude con le campane che suonano festose l'avvenuto matrimonio tra Franco e Zaffiro. Una carrozza celeste ha riportato sulla terra il re e la regina, mentre Choppy è tornato a essere un angioletto in cielo. |                   |         |